# ستيني هوير
ستيني هاميلتون هوير (من مواليد 14 يونيو 1939) هو سياسي ومحامٍ أمريكي يعمل كممثل للولايات المتحدة في الدائرة المؤتمرية الخامسة في ماريلاند منذ عام 1981 وكزعيم للأغلبية في مجلس النواب منذ عام 2019. وانتخب هوير بصفته ديمقراطيًا لأول مرة في انتخابات خاصة في 19 مايو عام 1981. وبدأت ولايته العشرون كعضو في مجلس النواب اعتبارًا من العام 2022. تضم الدائرة المؤتمرية مساحة كبيرة من المناطق الريفية والضواحي جنوب شرق واشنطن العاصمة. وهوير هو عميد وفد الكونغرس بولاية ماريلاند وأكبر ديمقراطي في مجلس النواب.
منذ عام 2003 أصبح هوير النائب الثاني الديمقراطي ترتيبًا في مجلس النواب بعد نانسي بيلوسي. وهو زعيم الأغلبية في مجلس النواب لمرتين، وقد خدم سابقًا في هذا المنصب منذ عام 2007 حتى عام 2011 تحت رئاسة الناطقة باسم مجلس النواب بيلوسي. وخلال فترتين من سيطرة الحزب الجمهوري على مجلس النواب (2003-2007 و2011-2019)، شغل هوير منصب مشرع الأقلية في مجلس النواب، وفي المرتين تحت قيادة زعيمة الأقلية بيلوسي. وبعد انتخابات التجديد النصفي لعام 2018 التي سيطر فيها الديمقراطيون على مجلس النواب، أعيد انتخاب هوير زعيم الأغلبية في يناير عام 2019 عند افتتاح المؤتمر 116؛ وما يزال العضو الديموقراطي الثاني في مجلس النواب بعد رئيسة مجلس النواب نانسي بيلوسي.

## النشأة وتعليمه
ولد هوير في مدينة نيويورك في ولاية نيويورك، ونشأ في ميتشلفيل في ماريلاند، وكان ابن جان (اللقب قبل الزواج بالدوين) وستين ثيلغارد هوير. كان والده دنماركيًا ومن مواليد كوبنهاغن؛ ويعد اسم «ستيني» شكلًا مختلفًا لاسم والده ستين، وكانت والدته أمريكية، من أصول إسكتلندية وألمانية وإنجليزية، ومن نسل جون هارت، الموقع على إعلان الاستقلال. وتخرج من مدرسة سوتلاند الثانوية في سوتلاند بولاية ماريلاند.
في سنواته الأولى في جامعة ماريلاند كوليج بارك، حصل هوير على 1.9 نقطة كمتوسط. وتغير موقفه تجاه المدرسة والسياسة بعد سماع خطاب من السناتور جون ف. كينيدي قبل انتخابه في عام 1960. وفي عام 1963، حصل هوير على درجة البكالوريوس. مثلما حاز درجة ماغنا كوم لاودي وتخرج من أوميكرون دلتا كابا من جامعة ماريلاند، كوليج بارك. كان أيضًا عضوًا في أخوية سيغما تشي. وحصل على درجة الدكتوراه في القانون من مركز القانون بجامعة جورج تاون في واشنطن العاصمة عام 1966.

## مسيرته السياسية المبكرة
لمدة أربع سنوات، من عام 1962 حتى عام 1966، كان هوير عضوًا في طاقم السناتور الأمريكي دانيال بروستر (ديمقراطي من ماريلاند)؛ وكانت نانسي بيلوسي أيضًا من بين موظفي السناتور بروستر في ذلك الوقت، والتي أصبحت فيما بعد زميلة قيادية لهوير.
في عام 1966، فاز هوير بمقعد تأسس حديثًا في مجلس شيوخ ولاية ماريلاند، يمثل مقاطعة مجلس الشيوخ فور سي في مقاطعة برينس جورج. وتأسست تلك المنطقة في أعقاب قضية رينولدز ضد سيمز، وأعيد ترقيمها على أنها المنطقة السادسة والعشرون في عام 1975، في نفس العام الذي انتخب فيه هوير رئيسًا لمجلس شيوخ ولاية ماريلاند، وكان الأصغر سنًا في تاريخ الولاية.
من عام 1969 حتى عام 1971، شغل هوير منصب النائب الأول لرئيس حزب الديمقراطيين الشباب في أمريكا.
في عام 1978، سعى هوير لنيل ترشيح الديمقراطيين لمنصب نائب حاكم ولاية ماريلاند ليكون نائب الحاكم القائم بأعمال الحاكم بلير لي الثالث آنذاك، لكنه خسر أمام صمويل بوغلي بنسبة 37% - 34%. وفي نفس العام، عُين هوير في مجلس ماريلاند للتعليم العالي، وهو المنصب الذي شغله حتى عام 1981.